# Belonogaster libera
Belonogaster libera är en getingart som beskrevs av Richards 1982. Belonogaster libera ingår i släktet Belonogaster och familjen getingar. Inga underarter finns listade.